# Мартін Кастільйо
Хосе Мартін Кастільйо (ісп. José Martín Castillo; 13 січня 1977) — мексиканський професійний боксер, чемпіон світу за версією WBA (2004—2006) в другій найлегшій вазі.

## Аматорська кар'єра
На Панамериканських іграх 1995 програв у першому бою Хоану Гусману (Домініканська Республіка).
На Олімпійських іграх 1996 програв в першому бою Золтану Лунка (Німеччина).

## Професіональна кар'єра
Дебютував на професійному рингу 1998 року. Вперше бився за титул чемпіона світу за версією IBF в другій найлегшій вазі 30 березня 2002 року проти Фелікса Мачадо (Венесуела). Бій був зупинений у шостому раунді через розсічення у Кастільйо. Усі троє суддів винесли рішення проти Кастільо, віддавши перемогу Мачадо.
Здобувши перемогу 23 січня 2004 року у елімінаторі WBA в другій найлегшій вазі над Роджером Гарсія (США), 16 травня 2004 року в Японії Кастільйо нокаутував Ісіхару Хідеясу і завоював титул «тимчасового» чемпіона WBA. Після виграшу «тимчасового» титулу WBA 3 грудня 2004 року Кастільо бився проти повноцінного непереможного (25-0, 24KO) чемпіона WBA Александера Муньйоса (Венесуела). Кастільйо розчарував Муньоса, двічі надіславши в нокдаун і здобувши перемогу одностайним рішенням.
Захищаючи звання чемпіона, Кастільйо переміг колишнього чемпіона WBA в найлегшій вазі Еріка Мореля (Пуерто-Рико), а також вдруге Ісіхару Хідеясу і Александра Муньйоса.
22 липня 2006 року втратив титул, програвши технічним нокаутом молодшому Мейдзьо Нобуо (Японія), який проводив лише 8-ий бій.
16 лютого 2008 року здійснив спробу відібрати титул WBO в другій найлегшій вазі у співвітчизника Фернандо Монтіеля, але програв нокаутом.